# أندي ستانتون
أندي ستانتون (بالإنجليزية: Andy Stanton) هو كاتب بريطاني، ولد في 14 نوفمبر 1973 في لندن في المملكة المتحدة.

## وصلات خارجية
- أندي ستانتون على موقع ميوزك برينز (الإنجليزية)
- أندي ستانتون على موقع ديسكوغز (الإنجليزية)